# Mihlali Mayambela
Mihlali Samson Mayambela (Città del Capo, 25 agosto 1996) è un calciatore sudafricano, attaccante dell'Arīs Limassol e della nazionale sudafricana.

## Carriera

### Club
Cresciuto calcisticamente in patria, nel 2014 viene ingaggiato dal Cape Town All Stars. Dopo una stagione e mezza trascorse nella seconda divisione locale, all'inizio del 2016 viene acquistato dagli svedesi del Djurgården; il 19 aprile 2016 ha esordito in Allsvenskan, in occasione dell'incontro perso per 1-3 contro l'Hammarby. Conclude la stagione con 13 presenze e una rete tra campionato e coppa. Nelle successive due stagioni gioca in prestito con Degerfors e Brage, entrambe nella seconda divisione svedese. Nel 2018 viene ceduto in prestito al Farense, militante nella seconda divisione portoghese; al termine della stagione viene acquistato a titolo definitivo. Nel gennaio 2020 passa in prestito agli israeliani dello Bnei Yehuda. Rientrato alla base, non viene impiegato e nel gennaio 2021 viene prestato all'Académica, altro club della seconda divisione portoghese. Nel 2022 si trasferisce ai ciprioti dell'Arīs Limassol, con cui esordisce anche nelle competizioni UEFA per club.

### Nazionale
Il 24 settembre 2022 ha esordito con la nazionale sudafricana, disputando l'amichevole vinta per 4-0 contro la Sierra Leone, in cui realizza anche il suo primo gol in nazionale.

## Statistiche

### Presenze e reti nei club
Statistiche aggiornate al 25 marzo 2023.
| Stagione                   | Squadra                    | Campionato                 | Campionato | Campionato | Coppe nazionali | Coppe nazionali | Coppe nazionali | Coppe continentali | Coppe continentali | Coppe continentali | Altre coppe | Altre coppe | Altre coppe | Totale | Totale |
| Stagione                   | Squadra                    | Comp                       | Pres       | Reti       | Comp            | Pres            | Reti            | Comp               | Pres               | Reti               | Comp        | Pres        | Reti        | Pres   | Reti   |
| -------------------------- | -------------------------- | -------------------------- | ---------- | ---------- | --------------- | --------------- | --------------- | ------------------ | ------------------ | ------------------ | ----------- | ----------- | ----------- | ------ | ------ |
| nov. 2014-2015             | Cape Town All Stars        | 1D                         | 7          | 0          | CS              | 1               | 0               |                    | -                  | -                  |             | -           | -           | 8      | 0      |
| 2015-gen. 2016             | Cape Town All Stars        | 1D                         | 4          | 0          | CS              | 1               | 0               |                    | -                  | -                  |             | -           | -           | 5      | 0      |
| Totale Cape Town All Stars | Totale Cape Town All Stars | Totale Cape Town All Stars | 11         | 0          |                 | 2               | 0               |                    | -                  | -                  |             | -           | -           | 13     | 0      |
| 2016                       | Djurgården                 | A                          | 8          | 0          | CS+CS           | 1+4             | 0+1             |                    | -                  | -                  |             | -           | -           | 13     | 1      |
| 2017                       | Degerfors                  | S1                         | 29         | 7          | CS              | 1               | 0               |                    | -                  | -                  |             | -           | -           | 30     | 7      |
| feb.-giu. 2018             | Brage                      | S1                         | 10         | 2          |                 | -               | -               |                    | -                  | -                  |             | -           | -           | 10     | 2      |
| 2018-2019                  | Farense                    | LdH                        | 32         | 4          | CP+CdL          | 1+0             | 0               |                    | -                  | -                  |             | -           | -           | 33     | 4      |
| 2019-gen. 2020             | Farense                    | LdH                        | 14         | 2          | CP+CdL          | 1+1             | 0               |                    | -                  | -                  |             | -           | -           | 16     | 2      |
| gen.-giu. 2020             | Bnei Yehuda                | LhA                        | 5+2        | 1+0        | CI+CdL          | -               | -               | UEL                | -                  | -                  |             | -           | -           | 7      | 1      |
| gen.-giu. 2021             | Académica                  | LdH                        | 16         | 3          | CP              | -               | -               |                    | -                  | -                  |             | -           | -           | 16     | 3      |
| 2021-2022                  | Farense                    | LdH                        | 28         | 4          | CP+CdL          | 2+2             | 0               |                    | -                  | -                  |             | -           | -           | 32     | 4      |
| Totale Farense             | Totale Farense             | Totale Farense             | 74         | 10         |                 | 7               | 0               |                    | -                  | -                  |             | -           | -           | 81     | 10     |
| 2022-2023                  | Arīs Limassol              | A                          | 21+2       | 2+1        | CC              | 1               | 0               | UECL               | 2                  | 0                  |             | -           | -           | 26     | 3      |
| Totale carriera            | Totale carriera            | Totale carriera            | 178        | 26         |                 | 16              | 1               |                    | 2                  | 0                  |             | -           | -           | 196    | 27     |

### Cronologia presenze e reti in nazionale
| Cronologia completa delle presenze e delle reti in nazionale ― Sudafrica | Cronologia completa delle presenze e delle reti in nazionale ― Sudafrica | Cronologia completa delle presenze e delle reti in nazionale ― Sudafrica | Cronologia completa delle presenze e delle reti in nazionale ― Sudafrica | Cronologia completa delle presenze e delle reti in nazionale ― Sudafrica | Cronologia completa delle presenze e delle reti in nazionale ― Sudafrica | Cronologia completa delle presenze e delle reti in nazionale ― Sudafrica | Cronologia completa delle presenze e delle reti in nazionale ― Sudafrica |
| Data                                                                     | Città                                                                    | In casa                                                                  | Risultato                                                                | Ospiti                                                                   | Competizione                                                             | Reti                                                                     | Note                                                                     |
| ------------------------------------------------------------------------ | ------------------------------------------------------------------------ | ------------------------------------------------------------------------ | ------------------------------------------------------------------------ | ------------------------------------------------------------------------ | ------------------------------------------------------------------------ | ------------------------------------------------------------------------ | ------------------------------------------------------------------------ |
| 24-9-2022                                                                | Johannesburg                                                             | Sudafrica                                                                | 4 – 0                                                                    | Sierra Leone                                                             | Amichevole                                                               | 1                                                                        | 69’                                                                      |
| 27-9-2022                                                                | Johannesburg                                                             | Sudafrica                                                                | 1 – 0                                                                    | Botswana                                                                 | Amichevole                                                               | -                                                                        | 68’                                                                      |
| 24-3-2023                                                                | Johannesburg                                                             | Sudafrica                                                                | 2 – 2                                                                    | Liberia                                                                  | Qual. Coppa d'Africa 2023                                                | -                                                                        | 86’                                                                      |
| 28-3-2023                                                                | Monrovia                                                                 | Liberia                                                                  | 1 – 2                                                                    | Sudafrica                                                                | Qual. Coppa d'Africa 2023                                                | 1                                                                        | 63’                                                                      |
| 17-6-2023                                                                | Durban                                                                   | Sudafrica                                                                | 2 – 1                                                                    | Marocco                                                                  | Qual. Coppa d'Africa 2023                                                | -                                                                        | 90+4’                                                                    |
| 12-9-2023                                                                | Soweto                                                                   | Sudafrica                                                                | 1 – 0                                                                    | RD del Congo                                                             | Amichevole                                                               | -                                                                        | 67’                                                                      |
| 13-10-2023                                                               | Soweto                                                                   | Sudafrica                                                                | 0 – 0                                                                    | eSwatini                                                                 | Amichevole                                                               | -                                                                        | 46’                                                                      |
| 17-10-2023                                                               | Abidjan                                                                  | Costa d'Avorio                                                           | 1 – 1                                                                    | Sudafrica                                                                | Amichevole                                                               | -                                                                        | 73’                                                                      |
| 18-11-2023                                                               | Durban                                                                   | Sudafrica                                                                | 2 – 1                                                                    | Benin                                                                    | Qual. Mondiali 2026                                                      | -                                                                        | 80’                                                                      |
| 21-11-2023                                                               | Butare                                                                   | Ruanda                                                                   | 2 – 0                                                                    | Sudafrica                                                                | Qual. Mondiali 2026                                                      | -                                                                        |                                                                          |
| 10-1-2024                                                                | Pretoria                                                                 | Sudafrica                                                                | 1 – 0                                                                    | Lesotho                                                                  | Amichevole                                                               | -                                                                        | 75’                                                                      |
| 16-1-2024                                                                | Korhogo                                                                  | Mali                                                                     | 2 – 0                                                                    | Sudafrica                                                                | Coppa d'Africa 2023 - 1º turno                                           | -                                                                        | 73’                                                                      |
| 21-1-2024                                                                | Korhogo                                                                  | Sudafrica                                                                | 4 – 0                                                                    | Namibia                                                                  | Coppa d'Africa 2023 - 1º turno                                           | -                                                                        | 80’                                                                      |
| 3-2-2024                                                                 | Yamoussoukro                                                             | Capo Verde                                                               | 0 – 0 dts (1 – 2 dtr)                                                    | Sudafrica                                                                | Coppa d'Africa 2023 - Quarti di finale                                   | -                                                                        | 85’                                                                      |
| 7-2-2024                                                                 | Bouaké                                                                   | Nigeria                                                                  | 1 – 1 dts (4 – 2 dtr)                                                    | Sudafrica                                                                | Coppa d'Africa 2023 - Semifinale                                         | -                                                                        | 75’                                                                      |
| 10-2-2024                                                                | Abidjan                                                                  | Sudafrica                                                                | 0 – 0 (6 – 5 dtr)                                                        | RD del Congo                                                             | Coppa d'Africa 2023 - Finale 3º posto                                    | -                                                                        | 89’                                                                      |
| 26-3-2024                                                                | Baraki                                                                   | Algeria                                                                  | 3 – 3                                                                    | Sudafrica                                                                | Amichevole                                                               | -                                                                        | 73’                                                                      |
| Totale                                                                   |                                                                          | Presenze                                                                 | 17                                                                       |                                                                          | Reti                                                                     | 2                                                                        |                                                                          |

## Palmarès

### Club

#### Competizioni nazionali
- Campionato cipriota: 1

Arīs Limassol: 2022-2023
- Supercoppa di Cipro: 1

Arīs Limassol: 2023